# Лавер, Георгий Михайлович
Георгий (Юрий) Михайлович Лавер (7 марта 1923, Зняцёво, Закарпатская область — 16 августа 2017, Ужгород) — советский футболист, защитник.
Стал заниматься футболом, поступив в гимназию в Мукачево. Воспитанник футбольной школы Мукачево, первые тренеры А. Таран, В. Попович. Обладатель Кубка святого Василия среди ученических команд (1941, Будапешт). В 1943—1945 годах играл в соревнованиях КФК за «Русь» Ужгород. За команду, переименованную в «Спартак», выступал в низших лигах в 1946—1948, 1953—1954 годах.
В 1948 году заканчивал третий курс исторического факультета Ужгородского университета. После долгих уговоров перешёл в киевское «Динамо». В 1948—1950 годах провёл 69 матчей в чемпионате СССР, в 1951 году за основную команду не играл. Окончил исторический факультет Киевского университета. В 1952 году сыграл 11 матчей в чемпионате за «Динамо» Минск.
Победитель I Спартакиады УССР. Победитель турнира дублёров (1949). Чемпион Украинской ССР (1946, 1953).
После завершения футбольной карьеры работал учителем истории в школах Ужгорода, был завучем школ-интернатов № 1 и № 2, директором школы-интерната № 2. С 2002 года — на пенсии.
Скончался 16 августа 2017 года в возрасте 94 лет.